# Перрін Лаффон
Перрін Лаффон (фр. Perrine Laffont) — французька фристайлістка, спеціалістка з могулу, олімпійська чемпіонка, чемпіонка світу та призерка чемпіонатів світу. 
Золоту олімпійську медаль та звання олімпійської чемпіонки Лаффон виборола на Олімпіаді 2018 року в корейському Пхьончхані. А дебютувала на Олімпійських іграх у Сочі, коли їй було тільки 15 років. Там вона посіла 14 місце. 

## Олімпійські ігри
| Рік  | Місто                     | Могул |
| ---- | ------------------------- | ----- |
| 2014 | Сочі, Росія               | 14    |
| 2018 | Пхьончхан, Південна Корея | 1     |
| 2022 | Пекін, Китай              | 4     |

## Чемпіонат світу
| Рік  | Місто                  | Могул | Паралельний могул |
| ---- | ---------------------- | ----- | ----------------- |
| 2015 | Крайшберг, Австрія     | 13    | 6                 |
| 2017 | Сьєрра-Невада, Іспанія | 2     | 1                 |
| 2019 | Парк-Сіті, США         | 3     | 1                 |
| 2021 | Алмати, Казахстан      | 1     | 7                 |
| 2023 | Бакуріані, Грузія      | 1     | 1                 |

## Виноски
1. ↑  https://www.ladepeche.fr/article/2018/03/30/2770285-perrine-laffont-une-championne-hors-norme.html
2. ↑  GeneaStar
3. ↑  Who's Who in France — Paris: 1953. — ISSN 0083-9531; 2275-0908
4. ↑  http://www.ledauphine.com/skichrono/2018/02/11/jo-2018-train-en-avance-precocite-pyreneenne-d-annecy-ce-qu-il-faut-savoir-sur-perrine-laffont
5. ↑  Women's moguls results